# Gorgoderidae
Famille
Les Gorgoderidae sont une famille de trématodes de l’ordre des Plagiorchiida. Ces douves présentent la caractéristique commune de parasiter la vessie des poissons, reptiles et amphibiens.

## Liste des genres
Selon GBIF (4 mai 2024) :
- Amazonadistoma Thatcher, 1979
- Anaporrhutum Brandeson Ofenheim, 1900
- Bicornuata Pearse, 1949
- † Cetiotrema Manter, 1970
- Degeneria Campbell, 1977
- Dendrorchis Travassos, 1926
- Gorgodera Looss, 1899
- Gorgoderina Looss, 1902
- Gorgotrema Dayal, 1938
- Nagmia Nagaty, 1930
- Neophyllodistomum Moravec & Nie, 2002
- Pernagmia Nagaty & Abdel-Aal, 1961
- Petalodistomum Johnston, 1913
- Phyllodistomoides Brooks, 1977
- Phyllodistomum Braun, 1899
- Plesiochorus Looss, 1901
- Probolitrema Looss, 1902
- Progordodera Brooks & Buckner, 1976
- † Progorgodera Brooks & Buckner, 1976
- Pseudophyllodistomum Cribb, 1987
- Staphylorchis Travassos, 1922
- Xystretrum Linton, 1910
- Xystretum Linton, 1910

## Classification
Le nom valide complet (avec auteur) de ce taxon est Gorgoderidae Looss, 1899,.
Gorgoderidae a pour synonyme :
- Phyllodistomidae Nybelin, 1926

### Étymologie
Le nom de famille Gorgoderidae reprend l'étymologie du genre Gorgodera qui dérive du grec ancien γοργός, gorgós, « sinistre, terrible, sauvage » (que l'auteur traduit dans sa publication comme « vivace ou mobile »), et δέρη, dérê, « cou ».

### Publication originale
- (de) A. Looss, « Weitere Beiträge zur Kenntniss der Trematoden-Fauna Aegyptens, zugleich Versuch einer natürlichen Gliederung des Genus Distomum Retzius », Zoologische Jahrbücher. Abteilung für Systematik, Geographie und Biologie der Tiere, Allemagne, vol. 12,‎ 1899, p. 521-784 (ISSN 0323-7087, lire en ligne, consulté le 4 mai 2024).